# Rhantus suturellus
Rhantus suturellus es una especie de escarabajo del género Rhantus, familia Dytiscidae. Fue descrita por Harris en 1828.
Mide 9.4-11.1 mm. Habita pantanos en lugares boscosos. Se encuentra en Europa, norte de Asia (excepto China) y Norteamérica.